# Gudrun Hauer
Gudrun Hauer (8. Juli 1953 in Linz – 4. November 2015 in Wien) war eine österreichische Politikwissenschaftlerin, Journalistin und Feministin sowie Lesben- und Schwulenaktivistin. Sie war 1981–1986 im Vorstand der HOSI Salzburg, bis 1998 Chefredakteurin der feministischen Zeitschrift an.schläge und von 2005 bis zu ihrem Tod Chefredakteurin des HOSI-Zentralorgans Lambda-Nachrichten.

## Leben und Werk
Schon während ihrer Studien der Politikwissenschaft, Germanistik, Geschichte und Psychologie an der Universität Salzburg, welches sie 1987 mit einem Doktorat abschloss, war Hauer politisch und publizistisch aktiv. Unter anderem nahm sie in den 1970er Jahren an den ersten Frauendemonstrationen zum 8. März teil und engagierte sich in den 1980er Jahren in der HOSI Wien. Zu ihren Universitätslehrern zählten Erika Weinzierl, Anton Pelinka, Gerhard Botz, Igor Caruso und Ernst Bornemann. Sie dissertierte über Ausgewählte Faschismustheorien Anfang der Dreißiger Jahre (Die Sozialfaschismustheorie der Komintern in der Fassung des XI. EKKI-Plenums von 1931, Leo Trotzki und Wilhelm Reich).
Als sie am 24. November 1988 auf dem Wiener Albertinaplatz – anlässlich der Enthüllung von Hrdlickas Mahnmal gegen Krieg und Faschismus – demonstrierte, wurde ihr und Alfred Guggenheim von mehreren Polizisten das Transparent Tausende homosexuelle KZ-Opfer warten auf ihre Rehabilitierung gewaltsam entrissen. Hauer und Guggenheim erhoben Beschwerde an den Verfassungsgerichtshof (VfGH), der die Beschwerden als unbegründet verwarf: „Korrekt hätte die Polizeibehörde Verhalten, das die Durchführung einer rechtmäßigen Versammlung gefährden könnte, als Störung der öffentlichen Ordnung gewertet.“ Der VfGH trat die Beschwerde dem Verwaltungsgerichtshof (VwGH) ab. Das Verfahren vor diesem wurde jedoch nicht weiter verfolgt. Darauf erhoben Hauer und Guggenheim Beschwerde bei der Europäischen Kommission für Menschenrechte, welche schließlich 1993 für unzulässig erklärt wurde.
1995 beteiligte sich Hauer beim Internationalen Menschenrechts-Tribunal 50 Jahre Zweite Republik, 50 Jahre Verfolgung von Lesben und Schwulen, veranstaltet von Österreichischem Lesben- und Schwulenforum und HOSI Wien im Republikanischen Club, geleitet von Freda Meissner-Blau und Gerhard Oberschlick. Sie verantwortete die Anklage im Anklagepunkt III. Wiedergutmachung für NS-Verfolgung.
Hauer unterrichtete von 1994 bis zu ihrer Pensionierung im Jahr 2013 am Institut für Politikwissenschaft der Universität Wien. Ihre Sprechstunden während des Semesters hielt sie im Café Berg ab. Außerdem hatte sie Lehraufträge an den Universitäten Salzburg, Innsbruck und Klagenfurt zu Lesben- und Schwulenforschung, sowie feministischer Politikwissenschaft – stark interdisziplinär orientiert, mit Verbindungen zur Zeitgeschichte, Psychoanalyse und Literaturwissenschaft.
Anlässlich einer Vernissage der Fotografin Petra Paul im Wiener Frauencafé im Herbst 2004 lasen Paul und Hauer Auszüge aus ihren einander gesendeten Mails: „Diese eröffneten amüsante, witzig und sprachspielerisch geschriebene und auch dem eigenen FreundInnenkreis durchaus überraschende Einblicke in das Private der beiden Autorinnen. Ganz nebenbei wurden auch diverse Klischees der Lesbenszene auf die satirische Schaufel genommen.“
2005 protestierte sie anlässlich des 200. Todestages von Friedrich Schiller dagegen, dass „Räumlichkeiten der Universität Wien für Gruppierungen und Veranstaltungen zur Verfügung gestellt wurden, die gegen bestehende Gesetzesvorschriften im Sinne des Verbots nationalsozialistischer Wiederbetätigung verstoßen.“ Der Ring Freiheitlicher Studenten sah darob die „Freiheit von Lehre und Wissenschaft an der Universität [...] durch Personen wie Fräulein Dr. Hauer gefährdet“ und drohte mit Klage.
Als ihr Lieblingsbuch nannte sie Radclyffe Halls Quell der Einsamkeit (1928).

## Funktion
- 1992–1996 1. Vorsitzende der Österreichischen Gesellschaft für Sexualforschung

## Publikationen (Auszug)
- Gemeinsam mit Kurt Krickler: Rosa Liebe unterm Roten Stern: Zur Lage der Lesben und Schwulen in Osteuropa. Hamburg: Frühlings Erwachen im Verlag Libertäre Assoziation 1984
- (Hg. gemeinsam mit Michael Handl und Kurt Krickler): Homosexualität in Österreich. Wien 1989
- (Hg. gemeinsam mit Dieter Schmutzer): Das Lambda Lesebuch: Journalismus andersrum. Wien: Edition Regenbogen 1996
- Schöne neue Frauenwelten? Feministische Utopien in der Literatur des 20. Jahrhunderts. In: Politische Utopien im Geschlechter- und Modernisierungskontext. Österreichische Zeitschrift für Politikwissenschaft 29 (2000), Heft 1, 59–74
- Gemeinsam mit Elisabeth Perchinig: Homosexualitäten in Österreich. Über die Zusammenhänge von politischer Identität und Praxis. Pilotstudie. Wien 2000 (ungedr. Forschungsbericht im Auftrag des Bundesministeriums für Wissenschaft und Verkehr)
- Lesben und Nationalsozialismus: Blinde Flecken in der Faschismustheoriediskussion. In: Aus dem Leben. Begleitpublikation zur Ausstellung über die nationalsozialistische Verfolgung der Homosexuellen in Wien 1938–45. Lambda-Nachrichten Sondernummer Juni 2001, S. 46–52 (aktualisierte Fassung des Aufsatzes in: Barbara Hey/Ronald Pallier/Roswith Roth (Hrsg.): que(e)rdenken. Weibliche/männliche Homosexualität und Wissenschaft. Innsbruck: Studienverlag 1997, S. 142–156). Auch Online: Aus dem Leben
- Gemeinsam mit Elisabeth Perchinig: Geschlechterforschung aus der Perspektive der Gay and Lesbian Studies: Beiträge aus interdisziplinärer Sicht. Wien 2002 (ungedr. Forschungsbericht im Auftrag des Bundesministeriums für Bildung, Wissenschaft und Kultur/Forschungsprojekt im Rahmen des Forschungsschwerpunktes Gender Studies der Abteilung Gesellschaftswissenschaften, Perspektiven transdisziplinärer Geschlechterforschung)
- Weibliche Homosexualität in Österreich 1945–2004: Lesbengeschichte und Lesbenforschung im Überblick. Wien: Evangelische Akademie 2004 (Forschungsbericht im Auftrag der MA 7, Kulturabteilung der Stadt Wien, Wissenschafts- und Forschungsförderung)
- Hauer, Gudrun: Weibliche Homosexualität in der NS-Zeit. In: Baumgartner, Andreas/Bauz, Ingrid/Winkler, Jean-Marie (Hrsg.): Zwischen Mutterkreuz und Gaskammer. Täterinnen und Mitläuferinnen oder Widerstand und Verfolgung?, Beiträge zum Internationalen Symposium „Frauen im KZ Mauthausen“ am 4. Mai 2006. Wien: edition Mauthausen 2008, S. 27–33; 167–171.
- Hauer, Gudrun: Erica Fischers „Aimée und Jaguar“: eine Analyse ausgewählter Beispiele der Rezeptionsgeschichte. In: Frietsch, Elke/Herkommer, Christina (Hrsg.): Nationalsozialismus und Geschlecht. Zur Politisierung und Ästhetisierung von Körper, „Rasse“ und Sexualität im „Dritten Reich“ und nach 1945. Bielefeld: transcript Verlag 2009, S. 395–411.
- Hauer, Gudrun: Nationalsozialismus und Homosexualität. Anmerkungen zum „lesbischen Opferdiskurs“. In: Froihofer, Maria/Murlasits, Elke/Taxacher, Eva (Hrsg.): L[i]eben und Begehren zwischen Geschlecht und Identität. Wien 2010, S. 132–139.
- Hauer, Gudrun: Der NS-Staat – ein zwangsheterosexuelles/heteronormatives Konstrukt? In: Schwartz, Michael (Hrsg.): Homosexuelle im Nationalsozialismus: Neue Forschungsperspektiven zu Lebenssituationen von lesbischen, schwulen, bi-, trans- und intersexuellen Menschen 1933 bis 1945. Zeitgeschichte im Gespräch Bd. 18. Hrsg. vom Institut für Zeitgeschichte. München/Wien: De Gruyter / Oldenbourg Wissenschaftsverlag 2014, S. 27–33.